# Ein heißer Job
Ein heißer Job (Alternativtitel: Wo bitte geht's zur Mafia?) ist ein Spielfilm von Frank Rainone aus dem Jahr 1994.

## Handlung
Der Schriftsteller Jimmy Corona schreibt ein Buch über die angebliche Verbindung zwischen Marilyn Monroe und Lee Harvey Oswald. Sein Agent will daraufhin nichts mehr von ihm hören. Jimmys Freundin Lori macht Schluss mit ihm.
Corona will demnächst ein Buch über die Mafia schreiben. Dort ist bereits sein Onkel Tony Bando tätig. Jimmy tritt der Verbrecherorganisation bei, um reale Erfahrungen zu sammeln. Die Polizei übt Druck auf ihn aus, damit er das Wissen an die Behörden weitergibt.

## Kritiken
Das Lexikon des internationalen Films schrieb, die Komödie sei „turbulent“ und als eine „Parodie auf Mafia-Filme“ konzipiert. Die Handlung basiere auf einem Kurzfilm.
Janet Maslin schrieb in The New York Times (in der Ausgabe vom 23. September 1994), der Film „bemühe sich stark“, sei aber eher „sarkastisch“ als witzig. Sie lobte das Spiel von Tony Darrow.